# I.S.S. (映画)
『I.S.S.』（アイ・エス・エス、I.S.S.）は、ガブリエラ・カウパースウェイト監督、ニック・シャフィール脚本による2023年のアメリカ合衆国のSFスリラー映画である。出演はアリアナ・デボーズ、クリス・メッシーナ、ジョン・ギャラガー・Jr、マリア・マシュコワ、コスタ・ローニン、ピルー・アスベックらである。
ワールド・プレミアは2023年6月12日にトライベッカ映画祭で行われた。アメリカ合衆国では2024年1月19日より劇場公開予定である。

## 内容
国際宇宙ステーションに滞在する宇宙飛行士たちが地球からの不穏なメッセージによりその任務を危機に陥れるという内容である。近未来、地球で世界規模の紛争が勃発したことにより国際宇宙ステーション内での緊張が高まる。これに動揺する宇宙飛行士たちは地上から「どんな手段を使ってでもステーションの支配権を手に入れろ」という命令を受ける。

## キャスト
- キラ・フォスター博士 - アリアナ・デボーズ
- ゴードン・バレット - クリス・メッシーナ
- アレクセイ・プロフ - ピルー・アスベック（英語版）
- クリスチャン - ジョン・ギャラガー・Jr
- ニコライ - コスタ・ローニン（英語版）
- ヴェロニカ - マリア・マシュコワ（英語版）

## 製作
2020年12月、ニック・シャフィールによる『I.S.S.』の脚本はその年で最も待望されている未撮影脚本の「ブラックリスト」に挙げられた。2021年1月、ガブリエラ・カウパースウェイトが監督に就任し、LDエンターテインメントが製作の許可を下したことが発表された。またクリス・メッシーナとピルー・アスベックの出演が報じられた。2月、アリアナ・デボーズがキャストに加わったことが報じられた。
『I.S.S.』は2021年2月よりノースカロライナ州ウィルミントンのスクリーン・ジェムズ・スタジオで撮影が開始された。

## 公開
2023年8月、ブリーカー・ストリートがアメリカ合衆国での配給権を獲得した。アメリカ合衆国では2024年1月19日に劇場公開される。